# Norra IP
Norra IP (volledige naam: Norra Idrottsplats) was een voetbalstadion in de Zweedse stad Sandviken. Het was de thuishaven van de voetbalclub Sandvikens IF in de periode dat ze speelde in de Allsvenskan.
Behrn Arena (Örebro SK) ·
Borås Arena (IF Elfsborg) ·
Falkenbergs IP (Falkenbergs FF) ·
Gamla Ullevi (IFK Göteborg) ·
Grimsta IP (IF Brommapojkarna) ·
Guldfågeln Arena (Kalmar FF) ·
Kopparvallen (Åtvidabergs FF) ·
Nya Parken (IFK Norrköping) ·
Olympia (Helsingborgs IF) ·
Rambergsvallen (BK Häcken) ·
Strandvallen (Mjällby AIF) ·
Strawberry Arena (AIK Fotboll) ·
Strömvallen (Gefle IF) ·
Eleda Stadion (Malmö FF) ·
Tele2 Arena (Djurgårdens IF) ·
Örjans vall (Halmstads BK)
Ängelholms IP (Ängelholms FF) ·
Finnvedsvallen (IFK Värnamo) ·
Gamla Ullevi (GAIS Göteborg) ·
Jämtkraft Arena (Östersunds FK) ·
Landskrona IP (Landskrona BoIS) ·
Myresjöhus Arena (Östers IF) ·
Norrporten Arena (GIF Sundsvall) ·
Påskbergsvallen (Varbergs BoIS) ·
Skarsjövallen (Ljungskile SK) ·
Stadsparksvallen (Jönköpings Södra IF) ·
Stora Valla (Degerfors IF) ·
Studenternas IP (IK Sirius FK) ·
Södertälje Fotbollsarena (Assyriska Föreningen, Syrianska FC) ·
Tele2 Arena (Hammarby IF) ·
Vapenvallen (Husqvarna FF)
Arosvallen ·
Bårsta IP ·
Enavallen ·
Folkungavallen ·
Fredriksskans IP ·
Gamla Ullevi ·
Herrgärdets IP ·
Hillängens IP ·
Jernvallen ·
Johanneshovs IP ·
Kamratvallen ·
Lövåsvallen ·
Malmö IP ·
Malmö Stadion ·
Motala IP ·
Norra IP ·
Ramnavallen ·
Råsunda IP ·
Råsundastadion ·
Rimnersvallen ·
Ruddalens IP ·
Ryavallen ·
Sandåkerns IP ·
Skogsvallen ·
Slottsskogsvallen ·
Olympisch Stadion (Stockholm) ·
Söderstadion ·
T3 Arena ·
Trollebo IP ·
IJsbaan van Eskilstuna ·
Ullevi ·
Vägga IP ·
Vångavallen ·
Värendsvallen